# The Ballad of Ronnie Drew
"The Ballad of Ronnie Drew" é um single conjunto das bandas U2, The Dubliners, Kíla e "A Band of Bowsies". O single foi gravada como um projeto de caridade, com rendimentos que foram para a Irish Cancer Society (Sociedade de Câncer Irlandês). A canção foi gravado no Windmill Lane em 14 e 15 de janeiro de 2008, sendo feito um documentário da gravação e até mesmo o vídeo da canção em homenagem a Ronnie Drew. "The Ballad of Ronnie Drew" foi disponibilizada em CD apenas na Irlanda.
O vocal do músico Glen Hansard foi gravado por telefone, e não pessoalmente, já que se encontrava nos Estados Unidos para o Oscar 2008.
Em 2011, a canção foi introduzida na coletânea musical Duals (2010), da banda irlandesa U2.

## Lista de faixas
| N.º            | Título                      | Compositor(es)                                | Artista                                     | Duração |  |
| 1.             | "The Ballad of Ronnie Drew" | Robert Hunter, Bono, The Edge e Simon Carmody | U2, The Dubliners, Kíla e A Band of Bowsies | 4:52    |  |
| 2.             | "Easy and Slow"             | Tradicional                                   | Ronnie Drew                                 | 3:06    |  |
| Duração total: | Duração total:              | Duração total:                                | Duração total:                              | 7:58    |  |

## Paradas musicais
| País/Paradas (2008) | Melhor posição |
| ------------------- | -------------- |
| Irlanda (IRMA)      | 1              |

## Contribuição de artistas
| - Mary Black - Paul Brady - Moya Brennan - Chris de Burgh - Paddy Casey - Andrea Corr - Mary Coughlan | - Damien Dempsey - Christy Dignam - Gavin Friday - Bob Geldof - Glen Hansard - Robert Hunter - Ronan Keating | - Christy Moore - Shane McGowan - Mundy - Eleanor McEvoy - Sinéad O'Connor - Declan O'Rourke - Duke Special |